# (14223) Долби
(14223) Долби (лат. Dolby) — астероид, относящийся к группе астероидов, пересекающих орбиту Марса. Он был открыт 3 декабря 1999 года американским астрономом-любителем Чарльзом Джулзом в обсерватории Фаунтин-Хиллс и назван в честь Джона Долби (англ. John Dolby), сотрудника Университета Нью-Мексико.

Орбита астероида Долби и его положение в Солнечной системе